# Leptotarsus (Longurio) mossambicensis
Leptotarsus (Longurio) mossambicensis is een tweevleugelige uit de familie langpootmuggen (Tipulidae). De soort komt voor in het Afrotropisch gebied.